# František Koláček (Physiker)

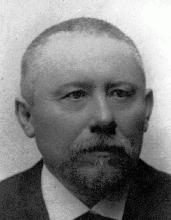
František Koláček (1851–1913)

František Koláček (9. Oktober 1851 in Slavkov u Brna – 8. Dezember 1913 in Prag) war ein tschechischer theoretischer Physiker sowie Professor an der Technischen Universität Brünn und an der Karls-Universität in Prag.

## Leben

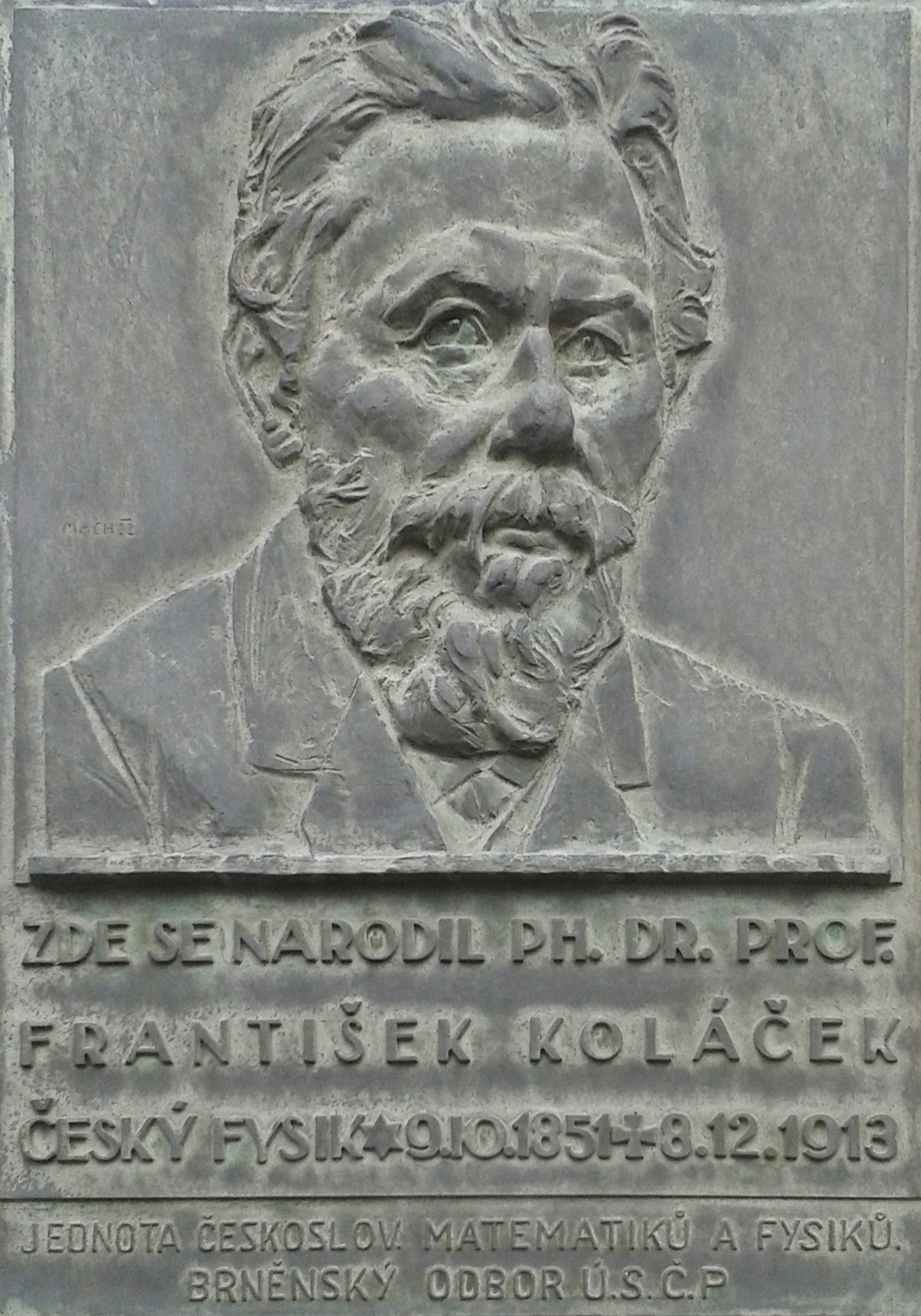
Gedenktafel in Slavkov u Brna

František Koláček war das einzige Kind von Jan Koláček und Klára Koláčková (geborene Karlitzká). Er maturierte 1868 am Deutschen Gymnasium in Brünn und ging dann an die Karls-Universität nach Prag, 1869 ging er nach Wien und schloss dort 1871 mit der Lehrbefugnis für Mathematik und Physik in deutscher und tschechischer Sprache ab. In Brünn arbeitete er dann als Lehrer, erst im Deutschen Gymnasium, danach im 1. Tschechischen Staatsgymnasium. Währenddessen studierte er in Prag weiter, promovierte 1877 und wurde 1882 in Brünn habilitiert. In Brünn wurde er im selben Jahr Privatasisstenzprofessor für Theoretische Physik, ab 1891 wurde er Nachfolger von August Seydler in Prag. 1900 kehrte er nach Brünn zurück und wurde Professor für Experimentelle Physik an der neugegründeten Technischen Universität. Er blieb hier wieder nur eine kurze Zeit (zwei Jahre) und kehrte wiederum an die Universität nach Prag auf einen dortigen Lehrstuhl zurück.
Koláček forschte im Bereich Hydrodynamik, Akustik, Thermodynamik und Optik. Er beschrieb als erster die elektromagnetische Theorie der Lichtstreuung.
Koláček starb am 8. Dezember 1913 an einem Herzinfarkt.
Koláček war verheiratet mit Aloisie Koláčková. Mit ihr hatte er einen Sohn, der ebenfalls František Koláček hieß. Dieser schloss sich während der deutschen Besetzung der Tschechoslowakei dem Widerstand an und wurde hingerichtet.